# Stephanthus
Stephanthus is een geslacht van zeeanemonen uit de klasse van de Anthozoa (bloemdieren).

## Soort
- Stephanthus antarcticus Rodríguez & López-González, 2003